# Jean Ernest-Charles

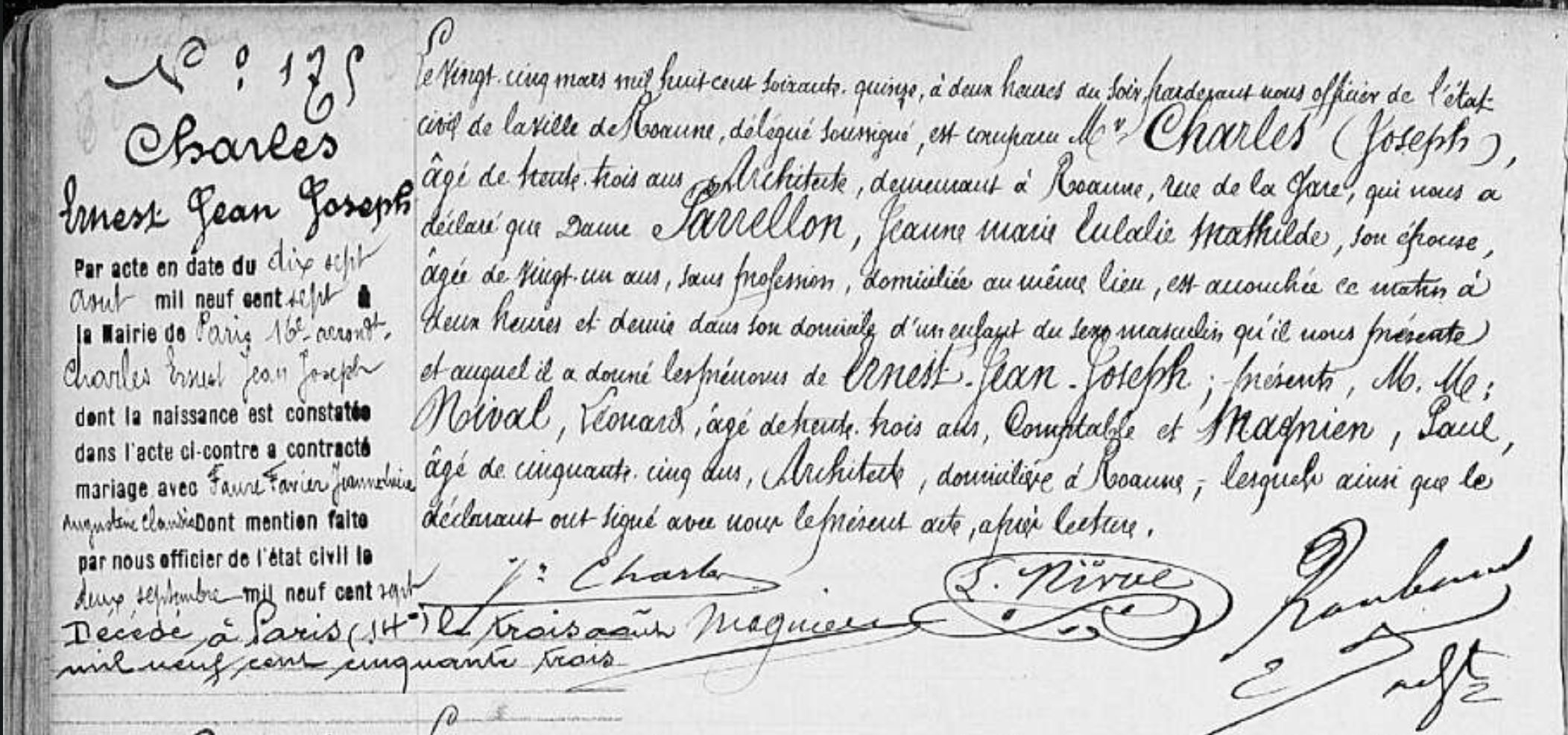
Acte de naissance.

Jean Ernest-Charles était le pseudonyme de Ernest-Jean-Joseph Charles, né le 25 mars 1875 à Roanne, mort le 3 août 1953 à Paris (14e arrondissement), journaliste et écrivain qui fut en 1918 le premier président du Syndicat national des journalistes.

## Biographie
Jean Ernest-Charles était docteur en droit et licencié ès lettres. Il fut avocat, mais surtout se fit connaître par une carrière littéraire d'homme de lettres, critique et auteur notamment des Samedis littéraires (1903-1907), spécialiste des procès littéraires. Il publie d'abord quelques ouvrages politiques puis se tourne vers la critique littéraire (et publie dans différents journaux, comme Excelsior, L'Opinion, Gil Blas, L'Homme libre...). C’est dans une petite revue bruxelloise, Le Samedi, que paraissent ses premiers travaux dans l’avant-dernier numéro de cette revue hebdomadaire qui s’éteint en fin d’année 1907, après quatre années d’existence.
Le 12 mai 1908, lors de la deuxième représentation de La Conquête des fleurs (pièce oubliée du non moins oublié Gustave Grillet), Ernest-Charles alors critique au Gil Blas sera violemment agressé par René Émery (dont on ne sait pas grand-chose non plus). Cette affaire est largement (deux pages) contée par Paul Léautaud dans son Journal Littéraire à cette date.
Par décret du 15 juillet 1919, il est nommé chevalier de la Légion d'honneur et les insignes lui sont remis par Paul Hervieu le 28 octobre 1909. Il est promu officier de la Légion d'honneur par décret du 30 juillet 1914 et décoré par un autre académicien français, Edmond Rostand, le 28 juillet 1915.